# Krzywin (gmina)
Krzywin – dawna gmina wiejska istniejąca w latach 1973–1976 w woj. szczecińskim (dzisiejsze woj. zachodniopomorskie). Siedzibą władz gminy był Krzywin.
Gmina Krzywin została utworzona 1 stycznia 1973 w powiecie gryfińskim w woj. szczecińskim. 1 czerwca 1975 gmina weszła w skład nowo utworzonego (mniejszego) woj. szczecińskigo.
2 lipca 1976 gmina została zniesiona, a jej obszar włączony do gmin:
- Chojna (obszar sołectwa Lisie Pole),
- Widuchowa (obszary sołectw: Kłodowo, Krzywin, Polesiny, Rynica, Żarczyn i Żelechowo).